# Resolucija 68/262 Generalne skupščine OZN
Resolucija Generalne skupščine Združenih narodov A/RES/68/262 z dne 27. marca 2014, kot rezultat javnega posvetovanja na 80. plenarnem zasedanju 68. zasedanja Generalne skupščine ZN. To zasedanje Generalne skupščine Združenih narodov je bila posebej sklicana za reševanje vprašanja oboroženih okupacijo Rusije delov ozemlja Ukrajine (Avtonomna republika Krim, Sevastopol).
Dokument je bil sprejet kot odgovor na ZN o priključitvi Rusije delov ozemlja Ukrajine, in sprejel naziv "ozemeljsko celovitost Ukrajine". Resolucija je ponovil zavezo Generalne skupščine ZN glede na ozemeljski celovitosti Ukrajine v okviru njenih mednarodno priznanih meja, in poudaril, da je ničnost krimsko referenduma (2014).
Resolucija je bila podprta z 100 članic Združenih narodov. 11 držav (Armenija, Belorusija, Bolivija, Kuba, Severna Koreja, Nikaragva, Rusija, Sudan, Sirija, Venezuela in Zimbabve), ki so glasovali proti resoluciji. Bilo je 58 vzdržanimi glasovi, in še 24 držav ni sodelovala pri glasovanju zaradi odsotnosti svojih predstavnikov. 
Resolucija je bila uvedena s strani Kanade, Kostarike, Nemčiji, Litvi, na Poljskem in v Ukrajini. Sprejetje resolucije so neuspešnih poskusih Varnostnega sveta ZN predhodna ki je sklicala sedem sej najti rešitev o vprašanju Krimkrise. Rezultat teh prizadevanj je bil edini veto Rusije.